# Lipov
Lipov (německy Lippau) je obec v okrese Hodonín v Jihomoravském kraji. Žije zde přibližně 1 400 obyvatel.

## Historie
První písemná zmínka o obci pochází z roku 1358 (in Lippow). K roku 1348 je zaznamenán tvar názvu Tylea.

## Pamětihodnosti, významné stavby a zajímavosti

### Kostel
V první polovině 15. století byl v Lipově vybudován jednolodní kostel. Tento gotický kostel byl silně poškozen za tureckých vpádů v roce 1663, později provizorně opraven a roku 1790 k němu byla přistavěna věž. Když chátrající budova hrozila zřícením, bylo rozhodnuto o nové stavbě a tak v roce 1878 byl na místě strženého gotického kostela postaven kostel současný.
Jde o jednolodní stavbu s vestavěnou dřevěnou emporou. Čtvercová věž je postavena nad předsíní, přístupná je dvěma bočními schodišti. Presbytář má klenutý portál, loď kostela je zastropena plochým stropem.

### Viadukt
Železniční viadukt, který se nalézá na železniční trati Veselí nad Moravou – Nové Mesto nad Váhom. Viadukt překračuje silnici III. třídy a údolí řeky Veličky mezi zastávkou Louka u Ostrohu a Lipov. Postaven byl ve 20. letech 20. století. Konstrukce mostu je ocelová, příhradová, položená je na kamenných opěrách. Délka viaduktu je cca 209 metrů, jeho výška 20 metrů. Celá konstrukce byla zničena koncem druhé světové války. Ustupující německá armáda viadukt, jako strategické dílo infrastruktury, zničila a celá konstrukce musela být po válce opravena. Tato oprava se dokonce dostala do prvního pětiletého plánu.

## Doprava a dostupnost

### Železniční doprava
Obec Lipov leží na jednokolejné železniční trati Veselí nad Moravou - Nové Mesto nad Váhom, která byla vybudována ve 20. letech 20. století pro posílení spojení mezi Moravou a Slovenskem. Nyní (2024) je uváděna v jízdním řádu pod číslem 343 Hodonín – Veselí nad Moravou – Vrbovce ŽSR. Význam této spojnice vzrostl hlavně v 70. a 80. letech 20. století, kdy se jednalo o jednu z nejdůležitějších tratí, vedoucích na Slovensko. V té době byla velmi intenzivně využívaná hlavně nákladní dopravou, ale jezdily zde i dva páry rychlíků. Díky tomu byla v letech 1989 až 1991 zmodernizovaná. Po rozdělení Československa však její význam klesl a stala se regionální tratí.

## Obyvatelstvo
V roce 2024 žije v Lipově 1430 obyvatel.

Věkový průměr je 44 let.
| Rok            | 1869  | 1880  | 1890  | 1900  | 1910  | 1921  | 1930  | 1950  | 1961  | 1970  | 1980  | 1991  | 2001  | 2011  | 2021  |
| -------------- | ----- | ----- | ----- | ----- | ----- | ----- | ----- | ----- | ----- | ----- | ----- | ----- | ----- | ----- | ----- |
| Počet obyvatel | 1 242 | 1 344 | 1 368 | 1 500 | 1 509 | 1 473 | 1 504 | 1 462 | 1 631 | 1 613 | 1 657 | 1 563 | 1 548 | 1 476 | 1 362 |
| Počet domů     | 223   | 289   | 303   | 318   | 330   | 337   | 372   | 401   | 417   | 417   | 445   | 489   | 508   | 512   | 512   |

## Obecní správa

### Obecní symboly
Znak a vlajka byly obci uděleny rozhodnutím předsedy Poslanecké sněmovny Parlamentu České republiky dne 19. ledna 2007.

## Galerie

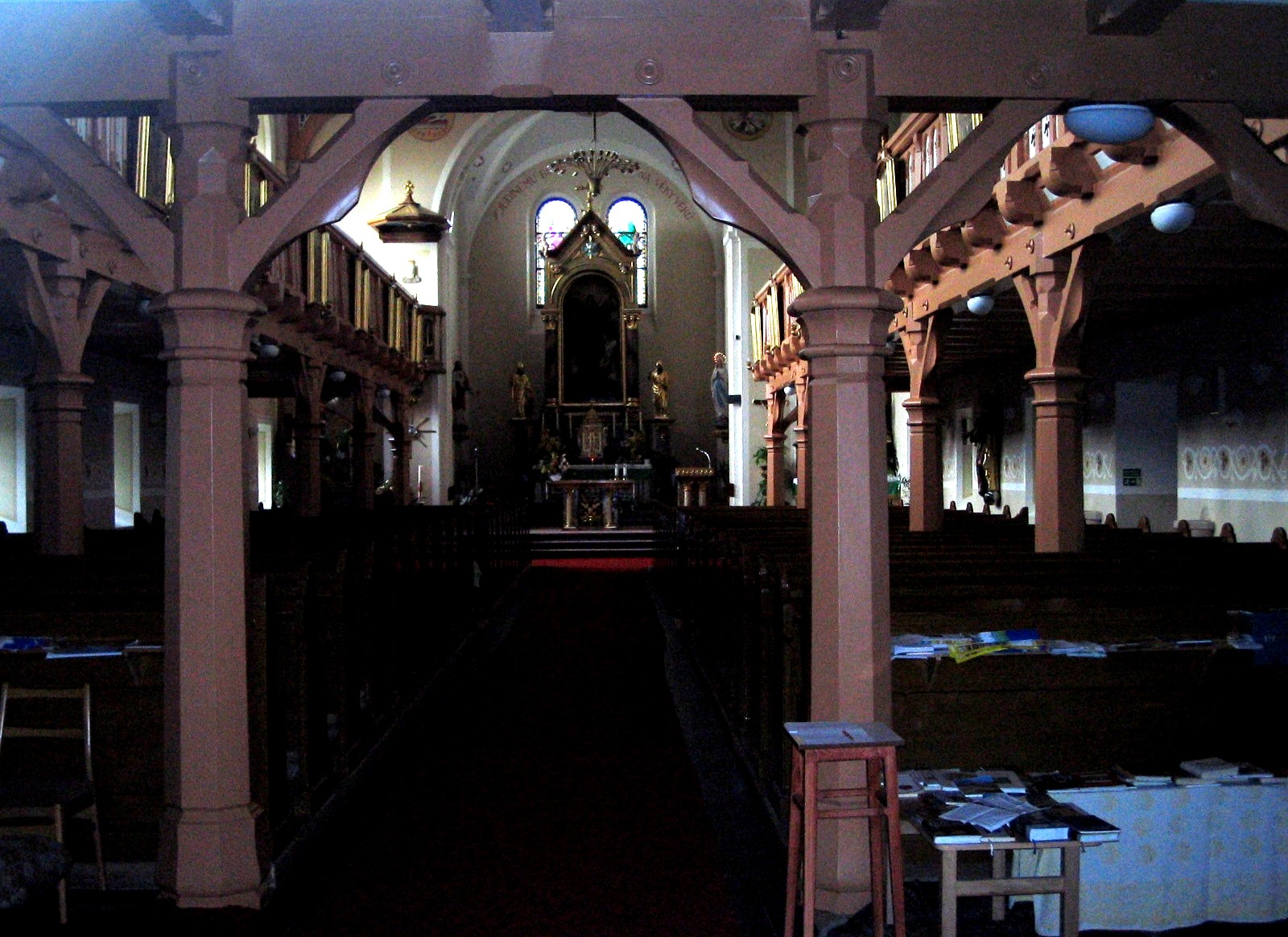
Interiér kostela s dřevěnými pavlačemi
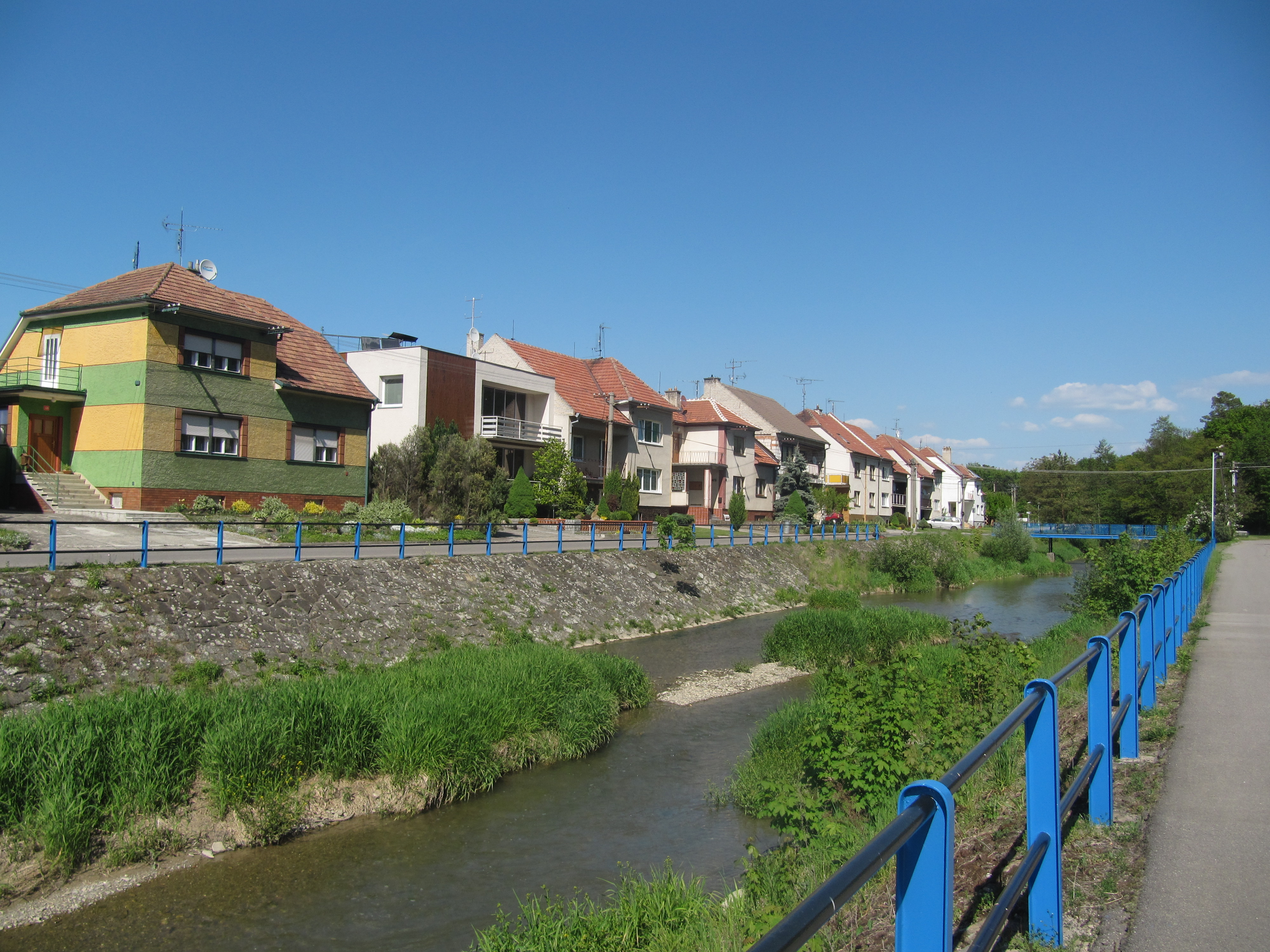
Řeka Velička
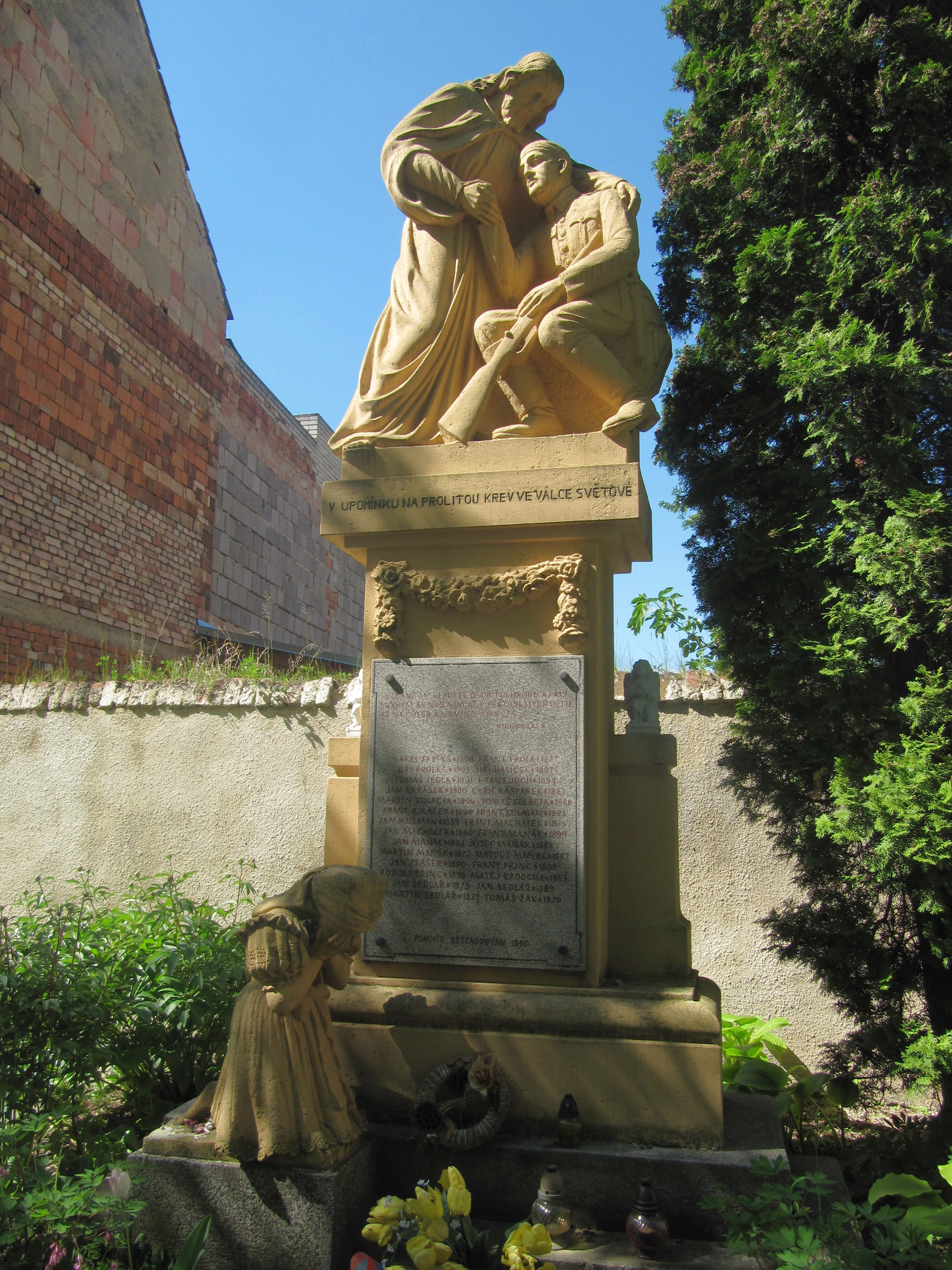
Pomník obětem první světové války
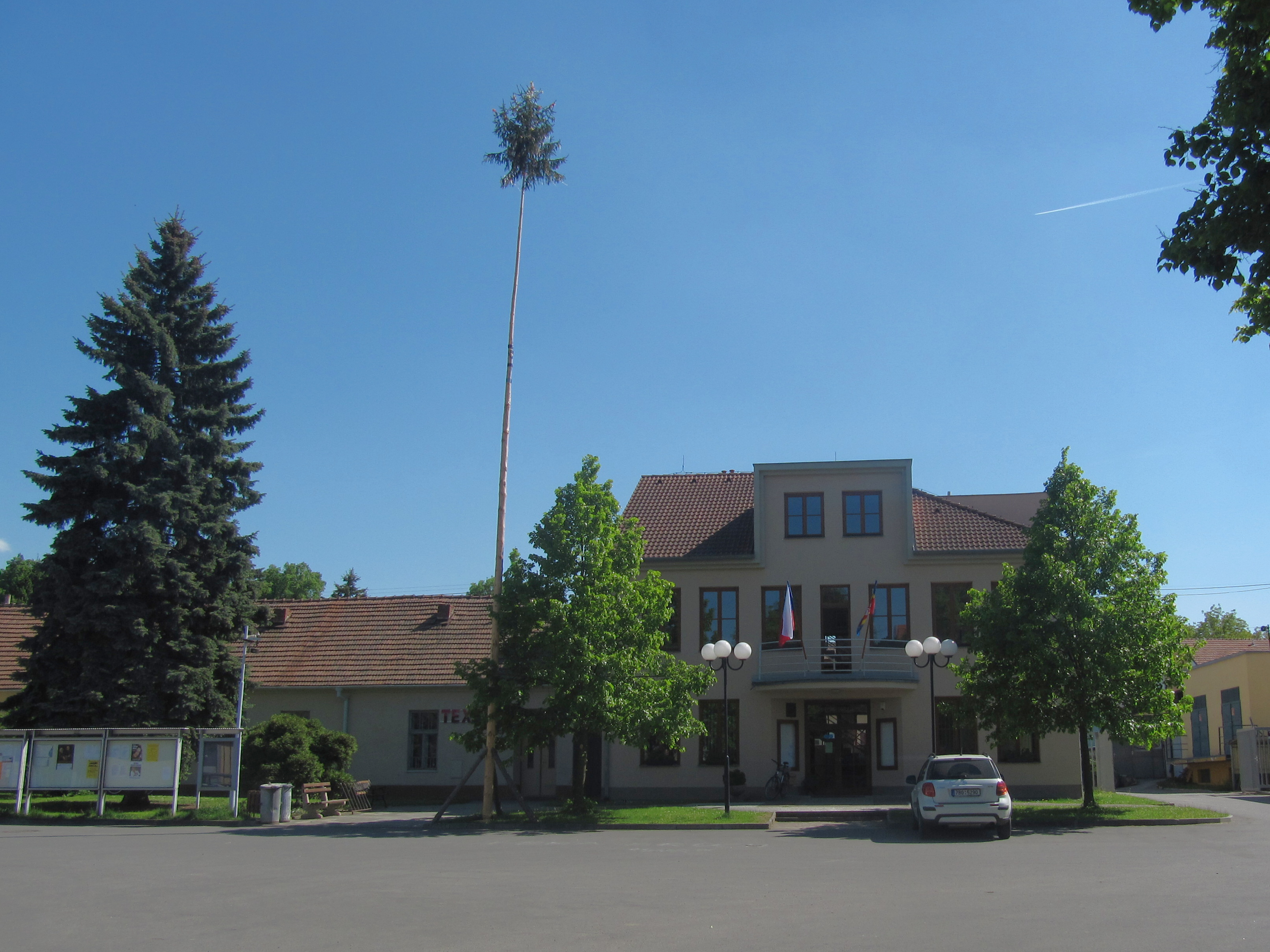
Obecní úřad